# New Columbus
New Columbus és una població dels Estats Units a l'estat de Pennsilvània. Segons el cens del 2000 tenia 215 habitants.

## Demografia
Segons el cens del 2000, New Columbus tenia 215 habitants, 86 habitatges, i 63 famílies. La densitat de població era de 26,3 habitants/km².
Dels 86 habitatges en un 31,4% hi vivien nens de menys de 18 anys, en un 60,5% hi vivien parelles casades, en un 9,3% dones solteres, i en un 25,6% no eren unitats familiars. En el 22,1% dels habitatges hi vivien persones soles l'11,6% de les quals corresponia a persones de 65 anys o més que vivien soles. El nombre mitjà de persones vivint en cada habitatge era de 2,5 i el nombre mitjà de persones que vivien en cada família era de 2,94.
Per edats la població es repartia de la següent manera: un 25,1% tenia menys de 18 anys, un 5,1% entre 18 i 24, un 31,2% entre 25 i 44, un 18,6% de 45 a 60 i un 20% 65 anys o més.
L'edat mediana era de 36 anys. Per cada 100 dones de 18 o més anys hi havia 96,3 homes.
La renda mediana per habitatge era de 38.594 $ i la renda mediana per família de 39.844 $. Els homes tenien una renda mediana de 31.250 $ mentre que les dones 21.071 $. La renda per capita de la població era de 15.981 $. Cap de les famílies i el 2,7% de la població estaven per davall del llindar de pobresa.

## Poblacions més properes
El següent diagrama mostra les poblacions més properes.